# Oktet (informatyka)
Oktet – jednostka informacji składająca się z 8 bitów. Dla większości komputerów oktet jest również najmniejszą adresowalną jednostką pamięci, czyli bajtem, przez co pojęcia te często są używane zamiennie. Rozmiar bajtu zależy od architektury konkretnego systemu komputerowego: niektóre starsze maszyny (najczęściej typu mainframe) używały bajtów składających się z 9, 10 lub 12 bitów, inne mniejszych – 3-, 5-, 6-bitowych. Pojęcie oktetu natomiast zawsze oznacza dokładnie 8 bitów i jest najczęściej spotykane w standardach sieciowych.
Przykład: adres IP w najpopularniejszej wersji składa się z 32 bitów, a więc z 4 oktetów. Przedstawiając adres w postaci czytelnej dla ludzi zazwyczaj wartość każdego oktetu zapisuje się osobną liczbą dziesiętną, poszczególne oktety oddzielając kropkami, np. 212.22.12.66.